# جبل جبلة
جَبَلَة هضبة عملاقة في وسط نجد في (السعودية) وتقع في الجهة الشرقية من مركز الجمش بـ الدوادمي وتبعد عن مركز مدينة القرين بالجمش (8)كم، وعن مركز الحيد (11) كم، وعن محافظه الدوادمي ما يقارب الـ(70)كم، وتبعد عن الرس ما يقارب (140)كم، وتحتل مساحة تقدر بنحو (25)كم²، وترتفع عن سطح الأرض بنحو 900 م (2,953 قدم).
ويمر بها خط الطول 53 - 43 شرقاً وخط العرض 47 - 24 شمالاً. تحيط بجبلة الرمال من أغلب الاتجاهات واشتهرت بشعابها وأشجارها الوافرة المظلة وأرضها المنبسطة الواسعة وآبارها القديمة المندثرة. كما اشتهرت بقصصها وأساطيرها المشهورة والمعروفة كقصة (مقيط ورشاه) وحرب (يوم جبلة) التي وقعت في أيام الجاهلية ما قبل الإسلام.

## جيوغرافية
تميل إلى اللون الأحمر، تكونت من صخور الجرانيت، وتحتل مساحة تقدر بنحو خمسة وعشرين كيلا مربعاً، وترتفع عن سطح الأرض بنحو (900)م ويبلغ ارتفاع أعلى قمة فيها حوالي (500)م.
وتمتاز جبلة بموقعها الاستراتيجي الذي جعل منها منطقة حيوية ورعوية من الدرجة الأولى، فتسابق إليها الجميع طمعاً فيها لجعلها منطقة محمية، لطبيعة أراضيها وكثافة أشجارها ومساحتها الرعوية الهائلة، وقربها من وادي الرشاء الشهير الذي يمتاز بكثرة النباتات البرية من حوله، فحوت هضبة جبلة الكثير من الآثار التاريخية.

## تاريخ
عرف هذا الجبل سابقاً على مر التاريخ بالملاذ الآمن لدى قطاع الطريق والخارجين على القانون وكذلك المطلوبين في دم أو ثأر، وكذلك يعتبر مؤوى للسباع والوحوش لما يتمتع به من حصانة ووعورة الطرق فيه، نسجت عنه الكثير من الحكايات والقصص ومنها:
(مقيط ورشاه): في شعب جبلة (مواجه) في موقع صعب حدثت قصة المثل الشهير (مقيط ورشاه) حيث لاحظ (مقيط) صقورا تحوم حول صغارها في قمة الجبال، فتسلق الجبل من جهة أخرى حتى وصل لموقع فروخ الصقور في وكرها، وطلب من أحد أقاربه الذي يرافقه تنزيله بعد ربط جسمه بالحبل، وقبل نزوله اتفق مع قريبه على أخذ طير حر مثله، ووجد ثلاثة فروخ للصقور اثنان من سلالة النادر المعروف، فقال واحد لي وواحد لولدي والآخر من سلالة الشبيبيط من نصيبك، فغضب قريبة فقال له "دوك أرشاك يا مقيط"، فتعلق في أحد الصدوع ومات وأصبحت جثته تذروها الرياح ونطبق عليه المثل ((مقيط ورشاه)).
- يوم شعب جبلة: من عظام أيام العرب، وقعت قبل مولد النبي محمد بتسع عشرة سنة بين بنو عامر وذبيان.